# Sherman Clark
Sherman Rockwell Clark (16 novembre 1899 – 8 novembre 1980) è stato un canottiere statunitense.

## Palmarès

### Olimpiadi
- 2 medaglie:
  - 1 oro (Anversa 1920 nell'otto)
  - 1 argento (Anversa 1920 nel quattro con)